# Piece (manga)
Piece (Piece ～彼女の記憶～?, Piece - Kanojo no kioku), anche conosciuto come Piece - Her Memory nell'edizione inglese, è un manga shōjo di Hinako Ashihara.
Nel 2012 ne è stato tratto un dorama live action in 13 puntate trasmesso dalla TBS con Yūma Nakayama che interpreta il ruolo del protagonista maschile.

## Trama
La storia è imperniata intorno all'indagine che la protagonista, Mizuho Suga, conduce alla ricerca del misterioso "ragazzo" di una sua ex-compagna di classe, Haruka Origuchi.
Nel corso della indagine vengono svelati molti misteri del passato non solo di Haruka, ma anche di Hikaru Narumi (un ragazzo con cui Mizuho ebbe una breve relazione finita male) e altri compagni di classe. Ben presto la ricerca diviene per Mizuho uno strumento di crescita personale, e un modo per comprendere di più Narumi, di cui è probabilmente innamorata.

## Protagonisti
Mizuho Suga (須賀 水帆?, Mizuho Suga)
Il personaggio principale della storia. A causa di un padre assente e di una madre ansiosa, è divenuta una ragazza all'apparenza fredda, riservata, con molta difficoltà ad esprimere liberamente i propri sentimenti. È attratta dai tipi dalla mentalità distorta, come Narumi.
Hikaru Narumi (成海 皓?, Narumi Hikaru)
È il ragazzo di cui Mizuho è probabilmente innamorata. Narumi è una persona con un sacco di problemi, molto donnaiolo e infatti nella sua scuola girano sempre brutte voci a suo riguardo. Ha un'infanzia traumatica in cui la madre poco assente registrava con delle telecamere sparse per la casa tutto quello che faceva Narumi e "controllandogli la personalità"; probabilmente è per questo che è un ragazzo difficile da capire.
Madoka Setōchi (瀬戸内 円?, Setōchi Madoka)
Compagna di scuola di Mizuho.
Remi Nishida (西田 礼美?, Nishida Remi)
Migliore amica di Mizuho dimostra di avere un carattere molto simpatico ed estroverso, dice di invidiare moltissimo Suga sia per il suo carattere che per il suo corpo minuto, mentre Remi è una ragazza un po' cicciottella. Il rapporto tra Remi e Suga è pieno di alti e bassi nella vicenda infatti Remi si lamenta spesso del fatto che la sua migliore amica Suga in diverse occasioni non dimostra di essere tale. Lei stessa dice «A volte quando sono insieme a te... mi sento così triste..»
Takashi Yanai (矢内 高史?, Yanai Takashi)
Frequenta lo stesso liceo di Suga ed è innamorato di Origuchi. Yanai è un po' imbranato, ma in realtà è un ragazzo in gamba.  Suga identifica Yanai come una persona cerebrale, timida e insensibile ai propri sentimenti, è molto serio, silenzioso e studioso, difatti dice di amare lo studio e a prova di questo prende sempre degli ottimi voti.
Haruka Origuchi (折口 はるか?, Origuchi Haruka)
È la ragazza su cui Mizuho indaga nell'intento di cercare il misterioso "ragazzo" di cui la madre gli ha raccontato. Origuchi è una ragazza tranquilla, ed estremamente riservata anche se aveva moltissima paura degli estranei... Haruka in casa era una ragazza sorprendentemente allegra non aveva amici e non parlava con gli altri a causa di questa sua riservatezza, infatti all'inizio Mizuho rimane molto perplessa sul fatto che Origuchi avesse un fidanzato a causa del fatto che non parlava mai con nessuno.
Yu Sugawara (菅原 勇?, Sugawara Yuu)
Ex compagno di classe di Mizuho e Haruka.
Akito Miyamoto (宮本 秋人?, Miyamoto Akito)
Figlioletto dell'insegnante di educazione fisica della scuola frequentata da Mizuho; dopo aver conosciuto Haruka, ne diventerà un grande amico.
Kimiko Nanao (七尾 君子?, Nanao Kimiko)
Governante di Hikaru. Ogni venerdì va a casa dove il ragazzo vive solo per riordinare e far le pulizie.
Risako Narumi (成海 理沙子?, Narumi Risako)
Madre di Hikaru, è una psicologa.
Hiro Narumi (成海 比呂?, Narumi Hiro)
Fratello di Hikaru (nel dorama è suo gemello).
Matsura (松浦?, Matsuura)

## Media

### Manga
Il manga è stato pubblicato sulla rivista Bessatsu Shōjo Comic della casa editrice Shōgakukan, per poi essere serializzato in formato tankōbon a partire dal 24 dicembre 2008 per un totale di 10 volumi. In Italia è stato pubblicato nell'etichetta Planet Manga della Panini Comics a partire dal luglio 2010.
Nel 2012 il manga ha vinto il 58º Premio Shogakukan per i manga nella categoria shōjo.
| Nº | Data di prima pubblicazione | Data di prima pubblicazione | Data di prima pubblicazione | Data di prima pubblicazione |
| Nº | Giapponese                  | Giapponese                  | Italiano                    | Italiano                    |
| -- | --------------------------- | --------------------------- | --------------------------- | --------------------------- |
| 1  | 24 dicembre 2008            | ISBN 978-4-09-132157-2      | 31 luglio 2010              | —                           |
| 2  | 26 giugno 2009              | ISBN 978-4-09-132396-5      | 31 agosto 2010              | —                           |
| 3  | 24 dicembre 2009            | ISBN 978-4-09-132775-8      | 30 gennaio 2011             | —                           |
| 4  | 25 giugno 2010              | ISBN 978-4-09-133266-0      | 27 marzo 2011               | —                           |
| 5  | 24 dicembre 2010            | ISBN 978-4-09-133509-8      | 21 maggio 2011              | —                           |
| 6  | 26 luglio 2011              | ISBN 978-4-09-133800-6      | 24 dicembre 2011            | —                           |
| 7  | 26 dicembre 2011            | ISBN 978-4-09-134127-3      | 28 luglio 2012              | —                           |
| 8  | 26 giugno 2012              | ISBN 978-4-09-134502-8      | 28 febbraio 2013            | —                           |
| 9  | 26 dicembre 2012            | ISBN 978-4-09-134787-9      | 25 maggio 2013              | —                           |
| 10 | 26 giugno 2013              | ISBN 978-4-09-135268-2      | 21 dicembre 2013            | —                           |

### Dorama

#### Episodi
| Nº | Titolo originale | In onda          | In onda |
| Nº | Titolo originale | Giapponese       |         |
| 1  | Story1           | 6 ottobre 2012   |         |
| 2  | Story2           | 13 ottobre 2012  |         |
| 3  | Story3           | 20 ottobre 2012  |         |
| 4  | Story4           | 27 ottobre 2012  |         |
| 5  | Story5           | 3 novembre 2012  |         |
| 6  | Story6           | 10 novembre 2012 |         |
| 7  | Story7           | 17 novembre 2012 |         |
| 8  | Story8           | 24 novembre 2012 |         |
| 9  | Story9           | 1º dicembre 2012 |         |
| 10 | Story10          | 8 dicembre 2012  |         |
| 11 | Story11          | 15 dicembre 2012 |         |
| 12 | Story12          | 22 dicembre 2012 |         |
| 13 | Story13          | 29 dicembre 2012 |         |